# BMW Z3
BMW Z3 – samochód sportowy klasy kompaktowej produkowany przez niemiecki koncern BMW w latach 1995–2002.
Z3 bazuje na platformie BMW serii 3 E36, stąd rozwinięcie kodu modelowego (E36/7 roadster, E36/8 coupe). Zawieszenie przednie jest takie jak w każdym E36, czyli kolumna McPhersona i pojedynczy wahacz, natomiast zawieszenie tylne, to konstrukcja oparta na wersji compact. Projektowane jeszcze dla poprzedniego modelu serii 3- E30, czyli pojedyncze wahacze wleczone.
Od roku 1995 produkowane z czterocylindrowymi silnikami 1.8 116KM i 1.9 140KM. W 1997 roku do gamy silnikowej doszedł sześciocylindrowy 2.8 o mocy 193KM. Ta najmocniejsza wersja otrzymała również zmieniony przedni zderzak, szerszy rozstaw tylnej osi i szersze tylne nadkola. Mechanizm różnicowy o ograniczonym poślizgu typu Torsen był tam montowany fabrycznie.
W tym samym roku do produkcji trafiła zamknięta wersja nadwoziowa – Coupe. Charakterystyczna i kontrowersyjna linia nadwozia typu schooting brake, otrzymała w USA przydomek Clown Shoe, czyli but klauna. Pod maską Z3 Coupe znalazł się najmocniejszy w gamie silnik 2.8 193KM, a po roku 2000 3.0 231KM.
Wersje Z3M powstały w roku 1997. Pod maskę trafił silnik z BMW M3 3.2. W wersji europejskiej S50B32 o mocy 321KM, w wersji USA S52B32 o mocy 243KM. Po 2000 roku zarówno w Europie, jak i USA pod maską znajdował się silnik S54B32 z modelu E46 M3 o mocy 325KM. Auta wyróżniały się innymi zderzakami, a wydech zakończony był czterema końcówkami. Wnętrze również różniło się od zwykłych wersji, charakteryzowly je m.in. sportowe, kubełkowe fotele, czy dodatkowe zegary na konsoli środkowej.
W roku 1999 Z3 roadster przeszedł facelifting. Zmianie uległa tylna część nadwozia. Błotniki tylne stały się szersze i bardziej obłe, klapa tylna dopasowana została do nowych lamp w kształcie litery „L” a zderzak otrzymał nowe linie. Poprawiono jakość materiałów we wnętrzu i wygląd konsoli środkowej. Gama silników uległa zmianie. Podstawowy silnik czterocylindrowy M43 1.9 miał 118KM, sześciocylindrowe M52TU kolejno 2.0 150KM, 2.5 170KM (tylko w USA), 2.8 193KM.

## Historia modelu

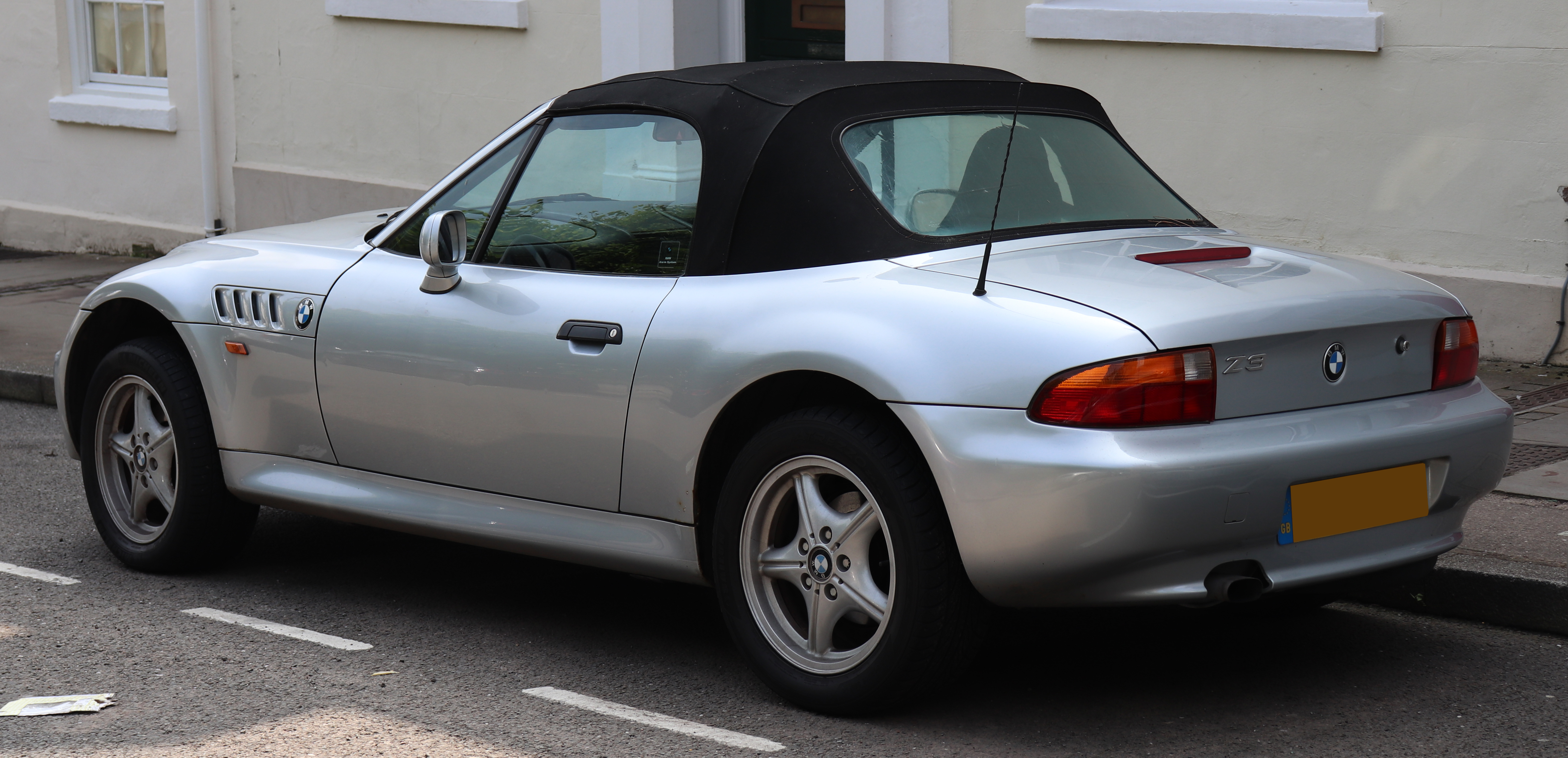
BMW Z3 (E36/7) – tył

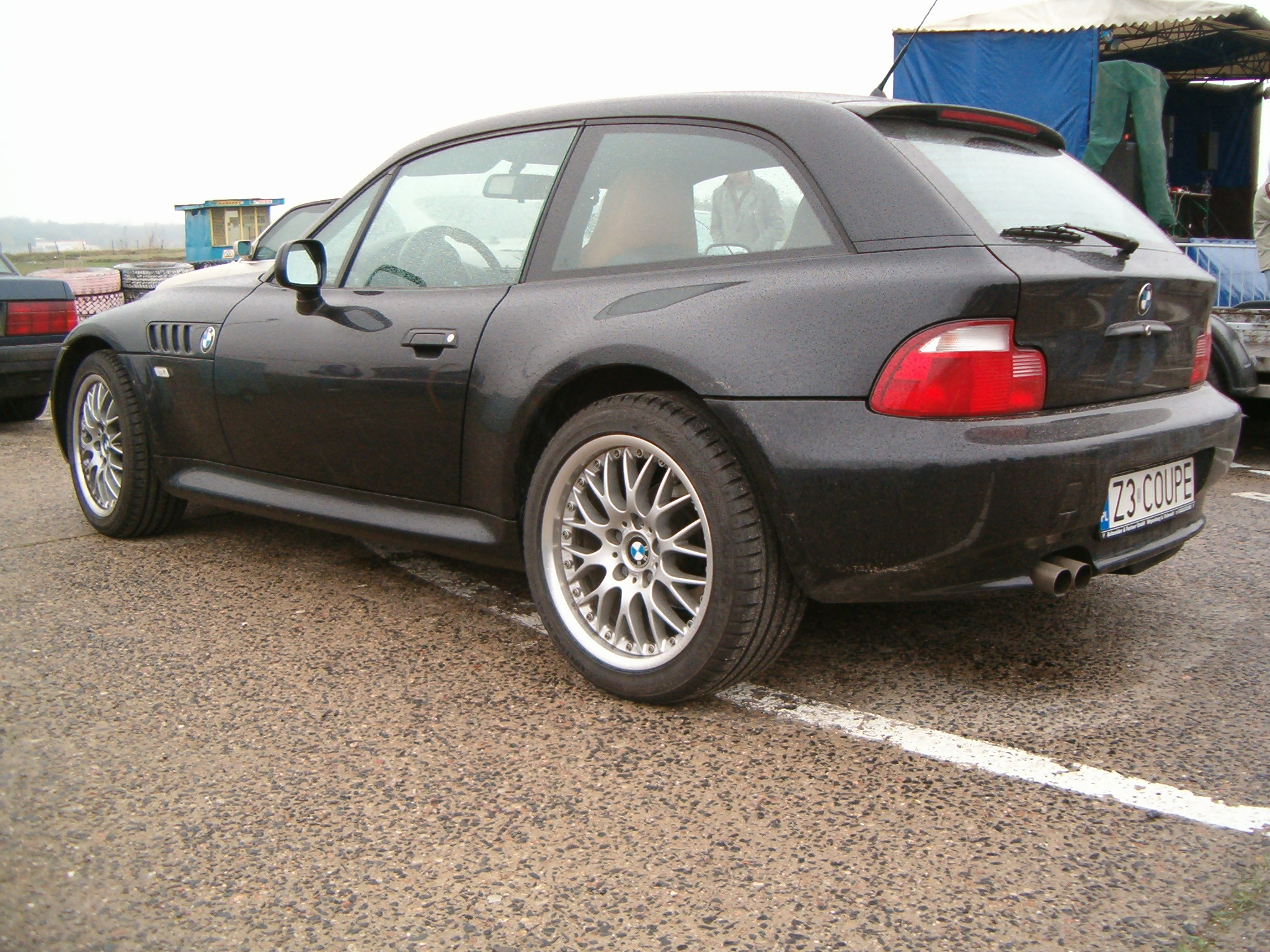
BMW Z3 Coupé (E36/8)

Model BMW Z3 został zaprojektowany przez Jojiego Nagashimę i Jopiego Nagamę, który wcześniej brał udział przy projektowaniu modelu E36. Techniczne podobieństwo poskutkowało oznaczeniem szeregotypowym E36/7 wersji roadster oraz E36/8 wersji coupé. Konstrukcję tylnego zawieszenia zapożyczono z serii 3 (E30).
To pierwszy model tej marki produkowany na terenie USA.
Z3 zostało zaprezentowane w 1996, wkrótce po premierze filmu GoldenEye, w którym auto się pojawia. BMW prowadziło kampanię reklamową opartą na tym filmie, co po kinowym sukcesie przełożyło się na wzrost sprzedaży Z3.
Produkowano dwie wersje nadwozia, roadster oraz coupé (od 1999). Zakończenie produkcji nastąpiło w 2002. Wtedy Z3 zastąpiono nowym modelem Z4.
BMW Z3 powstał jako model koncepcyjny, jednak olbrzymie zainteresowanie, z jakim spotkał się na salonie samochodowym w Genewie, sprawiło, że wkrótce wszedł do produkcji seryjnej, odnosząc spory sukces komercyjny.
Początkowo jedynym oferowanym silnikiem był M44B19 o pojemności 1.9, lecz moc 140 KM nie została przyjęta przez klientów z aprobatą. Jakość wykonania wnętrza również odbiegała od standardów w pozostałych modelach BMW.
W 1997 do gamy silników dodano 6-cylindrowy M52B28 znany z E36.
W 1998 wprowadzono sportową wersję M Roadster o pojemności 3.2 z silnikiem S50B32 na rynek europejski oraz słabszym S52B30.
W 1999 silnik o pojemności 1.8 zastąpiono większym M52TUB20 o mocy 150 KM.
W 2000 wprowadzono nową jednostkę napędową M54 o pojemnościach 2.2 oraz 3.0, które zastąpiły poprzednie. W wersji M również nastąpiła zmiana silnika na S54B32 z E46 M3.
Te silniki były montowane do końca produkcji Z3.

### M Roadster
W 1998 oddział BMW – Motorsport – wyprodukował wersję M Roadster ze zmodyfikowanym zawieszeniem oraz silnikiem z BMW M3. Początkowo był to silnik S50B32, lecz został zastąpiony przez S54B32. We wnętrzu zaszły kosmetyczne zmiany, takie jak dodatkowe wskaźniki, podświetlana dźwignia zmiany biegów, chromowane dodatki oraz sportowa wersja foteli.
Wprowadzono również zewnętrzne zmiany: zderzaki o bardziej agresywnym wyglądzie, inne lusterka boczne, większe felgi, poszerzone nadkola, ponadto światła halogenowe zastąpiono tunelami powietrza chłodzącego tarcze, a tylną tablicę umieszczono na klapie bagażnika – w odróżnieniu od standardowych wersji, w których umieszczona była na zderzaku.

### Coupé
Drugą wersją Z3 było coupé. Cechowała je bardzo charakterystyczna linia nadwozia ze ściętym tyłem. Coupé wprowadzono do produkcji w 1999. Występowało tylko z silnikami o największych pojemnościach dostępnych w wersji z roadster, czyli 2.8 i 3.0. Równocześnie powstała usportowiona wersja M Coupé z silnikami S50B32 i S54B32.

### Dane techniczne
| Wersja             | Silnik:                   | Układ zasilania:   | Średnica × skok tłoka: | St. sprężania:     | Moc maksymalna:                    | Maks. moment obrotowy      | 0–100 km/h:                | V-max:                           | Nadwozie           |
| Silniki benzynowe: | Silniki benzynowe:        | Silniki benzynowe: | Silniki benzynowe:     | Silniki benzynowe: | Silniki benzynowe:                 | Silniki benzynowe:         | Silniki benzynowe:         | Silniki benzynowe:               | Silniki benzynowe: |
| ------------------ | ------------------------- | ------------------ | ---------------------- | ------------------ | ---------------------------------- | -------------------------- | -------------------------- | -------------------------------- | ------------------ |
| 1.8                | R4 1,8 l (1796 cm³), SOHC | wtrysk             | 84,00 × 81,00 mm       | 9,7:1              | 115 KM (85 kW) przy 5500 obr./min  | 168 N·m przy 3900 obr./min | 10,5 s                     | 194 km/h                         | Roadster           |
| 1.9                | R4 1,9 l (1895 cm³), DOHC | wtrysk             | 85,00 × 83,5 mm        | 10,0:1             | 140 KM (103 kW) przy 6000 obr./min | 180 Nm przy 4300 obr./min  | 9,5 s (man.)/10,5 (aut.)   | 205 km/h (man.)/ 196 km/h (aut.) | Roadster           |
| 1.9i               | R4 1.9 l (1895 cm³), SOHC | wtrysk             | 85,00 x 83,50 mm       | 9,7:1              | 118 KM (87 kW) przy 5500 obr./min  | 180 Nm przy 3900 obr./min  | 10,4 s                     | 196 km/h                         | Roadster           |
| 2.0                | R6 2,0 l (1991 cm³), DOHC | wtrysk             | 80,00 × 66,00 mm       | 11,0:0             | 150 KM (110 kW) przy 5900 obr./min | 190 Nm przy 3500 obr./min  | 8,9 s                      | 210 km/h                         | Roadster           |
| 2.2i               | R6 2,2 l (2171 cm³), DOHC | wtrysk             | 80,00 × 72,00 mm       | 10,8:1             | 170 KM (125 kW) przy 6100 obr./min | 210 Nm przy 3500 obr./min  | 7,9 s                      | 224 km/h                         | Roadster           |
| 2.5i               | R6 2,5 l (2490 cm³), DOHC | wtrysk             | 84,00 × 74,90 mm       | 10,5:1             | 170 KM (125 kW) przy 5500 obr./min | 245 Nm przy 3950 obr./min  | 8,0 s                      | 215 km/h                         | Roadster           |
| 2.8                | R6 2,8 l (2793 cm³), DOHC | wtrysk             | 84,00 × 84,00 mm       | 10,2:1             | 192 KM (141 kW) przy 5300 obr./min | 275 Nm przy 3950 obr./min  | 7,1 s (man.)/ 7,4 s (aut.) | 218 km/h (man.)/ 216 km/h (aut.) | Roadster Coupé     |
| 3.0i               | R6 3,0 l (2979 cm³), DOHC | wtrysk             | 84,00 × 89,60 mm       | 10,2:1             | 225 KM (170 kW) przy 5900 obr./min | 290 Nm przy 3500 obr./min  | 6,0 s                      | 240 km/h                         | Roadster Coupé     |
| 3.2 M              | R6 3,2 l (3201 cm³), DOHC | wtrysk             | 86,4 × 91 mm           | 10,5:1             | 321 KM (236 kW) przy 7400 obr./min | 350 Nm przy 3250 obr./min  | 5,4 s                      | 250 km/h                         | Roadster Coupé     |